# شهرستان کارلتون (مینه‌سوتا)
شهرستان کارلتون، مینه‌سوتا (به انگلیسی: Carlton County, Minnesota) شهرستانی در ایالات متحده آمریکا است که در مینه‌سوتا واقع شده‌است.